# Carlsruhe (Marlow)
Carlsruhe è una frazione (Ortsteil) della città tedesca di Marlow.

## Storia
Il 1º gennaio 1999 il comune di Carlsruhe venne aggregato alla città di Marlow.